# The Necessaries
The Necessaries byla americká hudební skupina. Vznikla v New Yorku v roce 1978. Tvořili jí zpěváci a kytaristé Ed Tomney a Randy Gun, baskytarista Ernie Brooks a bubeník Jesse Chamberlain. Gun kapelu koncem roku 1979 opustil a nahradil jej Angličan Chris Spedding. I ten ze skupiny odešel (koncem roku 1980) a byl nahrazen Arthurem Russellem.
Svůj první singl nazvaný „You Can Borrow My Car“ (na druhé straně desky byla píseň „Runaway Child (Minors Beware)“) kapela vydala v roce 1979 na značce SPY Records. Producentem nahrávky byl velšský hudebník John Cale. Singl byl nahrán v newyorském studiu Big Apple v září roku 1978. Kapela později podepsala smlouvu se společností Sire Records. V roce 1981 vydala své první studiové album nazvané Big Sky. Producentem desky byl Bob Blank. Ten tuto úlohu zastával i na další desce této skupiny nazvané Event Horizon.

## Diskografie
- Big Sky (1981)
- Event Horizon (1982)